# Scopula nigranalis
Scopula nigranalis là một loài bướm đêm trong họ Geometridae.